# Хабейшвили, Солико Евтихиевич
Солико Евтихиевич Хабеишвили — советский хозяйственный, государственный и политический деятель.

## Биография
Родился в 1935 году в Самтредии. Член КПСС с 1961 года.
С 1959 года — на хозяйственной, общественной и политической работе. В 1959—1995 гг. — старший лаборант научно-исследовательской лаборатории, секретарь комитета комсомола политехнического института, секреттарь, второй, затем первый секретарь Тбилисского горкома комсомола, второй cекретарь ЦК ЛКСМ Грузии, заместитель заведующего отделом ЦК ВЛКСМ, ответственный работник ЦК КП Грузии, первый секретарь Кутаисского горкома
КП Грузии, заведующий отделом организационно-партийной работы ЦК КП Грузии, секретарь ЦК КП Грузии, руководитель Фонда Шеварднадзе «За демократию и возрождение».
Избирался депутатом Верховного Совета СССР 9-го созыва, Верховного Совета Грузинской ССР 7-го, 10-11-го созывов. Делегат XXV и XXVI съездов КПСС. После прихода Джумбера Патиашвили на пост первого секретаря компартии Грузии Хабеишвили был арестован и приговорен к 15 годам заключения. После отставки Патиашвили из-за событий 9 апреля 1989 года в 1990 году Хабеишвили был освобожден из заключения.
Убит в Тбилиси при выходе из своего дома 20 июня 1995 года. Похоронен на Вакийском кладбище.